# Międzynarodowa organizacja pozarządowa
Międzynarodowa organizacja pozarządowa – organizacja pozarządowa zrzeszająca osoby prawne i/lub fizyczne i/lub stowarzyszenia z różnych państw.
W odróżnieniu od międzynarodowej organizacji rządowej nie funkcjonuje na podstawie umowy międzynarodowej, lecz w oparciu o statut i regulamin, czyli akty o charakterze wewnętrznym. Zgodnie z rezolucją Zgromadzenia Ogólnego ONZ z 26 czerwca 1968 członkostwo w takiej organizacji jest z zasady otwarte dla zainteresowanych stron.
W ramach Rady Europy zawarta została umowa międzynarodowa o uznaniu osobowości prawnej takich oraganizacji.

## Klasyfikacja i liczebność
Poniższa klasyfikacja wraz z przykładami organizacji międzynarodowych opiera się na klasyfikacji dokonanej przez Yearbook of International Organization w 2000 roku (dane z lat 1999 i 2000):
- konwencjonalne organizacje pozarządowe: 4928
  - federacje organizacji międzynarodowych: 38
  - organizacje o członkostwie uniwersalnym: 436
  - organizacje międzykontynentalne: 801
  - organizacje regionalne o ograniczonym członkostwie: 3653
- pozostałe organizacje pozarządowe: 7267
  - organizacje wydzielające się lub półautonomiczne: 1660
  - organizacje specjalistyczne: 2745
  - organizacje narodowe zorientowane międzynarodowo: 59
  - organizacje nieaktywne lub rozwiązywane: 2812.

Powyższa klasyfikacja pomija jednak organizacje o charakterze specjalnym – organizacje religijne, międzynarodowe struktury o charakterze pomocniczym, organizacje narodowe – łącznie ich liczbę w okresie 1999/2000 określono na 21 772 (z czego 3648 miało charakter rządowy, zaś 18 124 pozarządowy). Sumarycznie zatem liczbę organizacji międzynarodowych oszacowano wówczas na ponad 36 tysięcy.